# Time and Again: The Ultimate a-ha
Time and again: the ultimate a-ha è un greatest hits del gruppo pop norvegese a-ha, pubblicato su etichetta Rhino, appartenente a Warner Music. La raccolta è stata pubblicata in data 18 marzo 2016 ed è composta da 2 dischi.
Nella discografia del gruppo erano precedentemente presenti già altre 3 raccolte, Headlines and Deadlines the hits of a-ha del 1991, The Singles 1984-2004 del 2004 e 25 pubblicata nel 2010.

## Disco 1
Il disco 1 è quello principale e contiene 19 tra i successi più significativi della band. Le canzoni sono in versione originale ma masterizzate nuovamente per l'occasione. La tracklist segue un ordine cronologico partendo dal primo singolo Take on Me pubblicato nel 1985 fino ad Under the makeup del 2015.  Gli album maggiormente rappresentati sono il disco d'esordio Hunting High and Low ed il successivo Scoundrel Days, i quali sono anche i due dischi di maggior successo della band. 

### Tracklist Disco 1
1. "Take On Me"
2. "The Sun Always Shines On TV"
3. "Hunting High and Low"
4. "I've Been Losing You"
5. "Cry Wolf"
6. "Manhattan Skyline"
7. "The Living Daylights"
8. "Stay On These Roads"
9. "You Are The One"
10. "Crying In The Rain"
11. "Move to Memphis"
12. "Dark Is The Night For All"
13. "Summer Moved On"
14. "Forever Not Yours"
15. "Lifelines"
16. "Celice"
17. "Analogue"
18. "Foot of the Mountain"
19. "Under the Makeup"

## Disco 2
Il Disco 2 contiene 16 tracce. Si tratta di rari ed inediti remix. Anche in questo caso la track list è in ordine cronologico. Take on Me è di nuovo il brano di apertura, questa volta nel remix del musicista Kygo. Si tratta della stessa versione eseguita dagli a-ha e lo stesso Kygo durante la cerimonia dei premi Nobel del 2015. 

### Tracklist Disco 2
1. "Take On Me" (Kygo Remix)
2. "The Sun Always Shines on TV" (Future Funk Squad's 'Radiant 4K' Remix)*
3. "Cry Wolf " (Jellybean Mix)*
4. "Touchy!" (House Mix)*
5. "You Are The One" (Dub Mix Edit)*
6. "Blood That Moves The Body" (Three-Time Gun Mix)*
7. "Summer Moved On" (Remix)
8. "Minor Earth Major Sky" (Black Dog Mix)
9. "Velvet" (New York Mix)
10. "Lifelines" (Boogieman Remix)
11. "Did Anyone Approach You" (Reamped)
12. "Celice" (Mauracher Remix)
13. "Analogue" (CG's Electrosphere Edit)
14. "Cozy Prisons" (Aural Float Remix)
15. "Nothing Is Keeping You Here" (Steve Osborne Remix)
16. "Butterfly, Butterfly (The Last Hurrah)" (Steve Osborne Version)